# Interzone (Magazin)
Interzone ist ein englischsprachiges Science-Fiction-Magazin, das im Frühjahr 1982 erstmals erschien. Es ist inzwischen die am längsten erscheinende britische Science-Fiction-Zeitschrift.

## Geschichte
Die Herausgebergruppe bestand anfangs aus John Clute, Alan Dorey, Malcolm Edwards, Colin Greenland, Graham James, Roz Kaveney, Simon Ounsley und David Pringle.
Von diesen sprangen nach und nach die meisten ab, bis ab Nr. 25 (1988) David Pringle der alleinige Herausgeber war. Anfangs erschien die Zeitschrift vierteljährlich, ab Nr. 25 zweimonatlich. Im Frühjahr 2004 gab Pringle die Herausgeberschaft auf und die Zeitschrift erschien fortan in veränderter Aufmachung bei TTA Press und wurde von Andy Cox herausgegeben.
Das Ziel war ursprünglich, etwas wie Michael Moorcocks New Worlds für die 1980er Jahre auf die Beine zu stellen, eine Zeitschrift, die „ausschließlich tolle Geschichten publiziert und die eine taugliche Plattform für neue Autoren ist.“ Tatsächlich gaben eine ganze Reihe wichtiger Science-Fiction-Autoren bei Interzone ihr Debüt, darunter Stephen Baxter, Greg Egan, Kim Newman, Alastair Reynolds und Charles Stross.

## Inhalt
Der Inhalt besteht aus Nachrichten, Kritiken und Besprechungen von Neuerscheinungen in den Bereichen Science-Fiction-Literatur und -Film einerseits und aus dem Abdruck von Science-Fiction-Kurzgeschichten andererseits. Zum kritischen Teil gehören einige teilweise schon seit vielen Jahren bestehende Kolumnen. Zu nennen sind:
- David Langfords Ansible (Nachrichten, Vermischtes und Nachrufe),
- Tony Lees Laser Fodder (DVD-Neuerscheinungen) und
- Nick Lowes Mutant Popcorn (Filmkritiken)

2010 erhielt Lowe für seine Kolumne den British Science Fiction Award.
Gesammelte Beiträge erschienen in mehreren Anthologien:
- John Clute, Colin Greenland, David Pringle: Interzone – The 1st Anthology. Everyman Fiction, 1985.
- John Clute, David Pringle, Simon Ounsley: Interzone – The 2nd Anthology. Simon & Schuster, 1987.
- John Clute, David Pringle, Simon Ounsley: Interzone – The 3rd Anthology. Simon & Schuster, 1988.
- John Clute, David Pringle, Simon Ounsley: Interzone – The 4th Anthology. Simon & Schuster, 1989.
- John Clute, David Pringle, Simon Ounsley: Interzone – The 5th Anthology. New English Library Paperbacks, 1991.
- David Pringle: The Best of Interzone. Voyager, 1996.

### Deutsche Übersetzungen
Deutsche Übersetzungen der in Interzone erschienenen Stories erschienen vor allem in der von Wolfgang Jeschke herausgegebenen Anthologie Internationale Science Fiction Stories im Heyne Verlag (insgesamt 56 Interzone-Stories im Zeitraum 1987–2001). Weitere Interzone-Stories erschienen ebenfalls bei Heyne in den Cyberpunkanthologien Cyberspace (1988), Atomic Avenue (1990), Zikadenkönigin (1990) und Hitzefühler (1991). Einige Horrorstories aus Interzone erschienen bei Heyne im Sammelband Die Gruselgeschichten des Jahres (1986).
Darüber hinaus erschienen auf dem deutschen Markt einem jeweiligen Autor gewidmete Sammelbände mit Stories und Fortsetzungsromanen aus Interzone:
- Ian Watson: Der Mond und Michelangelo (Heyne, 1992)
- Eric Brown: Pithecanthropus Blues (Heyne, 1993)
- Geoff Ryman: Das unbesiegte Land (Heyne, 1994)
- Greg Bear: Köpfe (Heyne, 1995)
- Paul J. McAuley: Die Herren der Erde und andere Stories (Heyne, 1996)
- J. G. Ballard: Kriegsfieber (Edition Phantasia, 1996)
- Michael Swanwick: Engel der Schwerkraft (Heyne, 1998)
- Terry Bisson: Die Bären entdecken das Feuer (1998)
- Peter F. Hamilton: Zweite Chance auf Eden (Bastei-Lübbe, 2001)
- Stephen Baxter: Vakuum-Diagramme (2001)
- Zoran Živković: Der unmögliche Roman (DuMont, 2011).

Vereinzelt erschienen Interzone-Stories auch in Anthologien der Phantastischen Bibliothek im Suhrkamp Verlag (Phantastische Träume, 1983; Phantastische Aussichten, 1985; Phantastische Zeiten, 1986; Der Riß im Himmel, 1993) und im Heyne Science Fiction Jahresband.

## Interzone Readers Poll
Ähnlich wie beim Locus Award vergibt Interzone seit 1984 jährlich einen Preis für die beste Geschichte. In den Jahren 2003 bis 2005 wurde der Preis nicht vergeben. Seit 2007 gibt es auch eine Preiskategorie für Science-Fiction-Kunst.